# Seven Turns
Seven Turns es el noveno álbum de estudio de la banda de rock estadounidense The Allman Brothers Band, publicado en 1990. Es su primer producción de estudio desde Brothers of the Road de 1981 y logró cierto éxito, llegando a la posición #53 en la listas de éxitos de su país. Los "hit singles" del álbum fueron "Good Clean Fun" (#1 en la lista Mainstream Rock Tracks); "Seven Turns" (#12) y "It Ain't Over Yet" (#26).

## Lista de canciones
1. "Good Clean Fun" (Gregg Allman, Dickey Betts, Johnny Neel) – 5:09
2. "Let Me Ride" (Dickey Betts) – 4:36
3. "Low Down Dirty Mean" (Dickey Betts, Johnny Neel) – 5:30
4. "Shine It On" (Dickey Betts, Warren Haynes) – 4:51
5. "Loaded Dice" (Dickey Betts, Warren Haynes) – 3:29
6. "Seven Turns" (Dickey Betts) – 5:05
7. "Gambler's Roll" (Warren Haynes, Johnny Neel) – 6:44
8. "True Gravity" (Dickey Betts, Warren Haynes) – 7:58
9. "It Ain't Over Yet" (Doug Crider, Johnny Neel) – 4:54

## Créditos
- Gregg Allman – órgano, voz
- Dickey Betts – guitarra, voz
- Jai Johanny Johanson – batería, percusión
- Butch Trucks – batería, percusión
- Warren Haynes – guitarra
- Allen Woody – bajo
- Johnny Neel – piano, teclados
- Duane Betts – guitarra adicional en "True Gravity"